# Marco Kurz
Marco Kurz (Stuttgart, 16 mei 1969) is een Duits voormalig profvoetballer en huidig voetbaltrainer, die sinds juni 2019 werkzaam is als hoofdtrainer van Melbourne Victory.

## Spelerscarrière
Als speler was Kurz actief voor alleen maar Duitse clubs. Hij begon zijn carrière bij VfB Stuttgart in zijn geboorteplaats, maar na één seizoen verkaste hij naar 1. FC Nürnberg. Vervolgens speelde hij voor Borussia Dortmund, waarmee hij landskampioen werd. Via FC Schalke 04 kwam hij bij TSV 1860 München terecht. Na de degradatie van die club in 2004 speelde hij nog één laatste seizoen bij SC Pfullendorf.

## Trainerscarrière
Na zijn loopbaan als speler werd Büskens hoofdtrainer bij SC Pfullendorf, waar hij net gestopt was als speler. In 2006 keerde hij terug naar TSV 1860 München, waar hij de beloften ging trainen. Na één seizoen werd hij gepromoveerd tot hoofdtrainer van de club en dat bleef hij twee jaar. Hierna werd hij hoofdtrainer van 1. FC Kaiserslautern, waar hij op 20 maart 2012 ontslagen werd. Eind 2012 werd hij aangesteld bij TSG 1899 Hoffenheim. Hij degradeerde echter met de club naar de 2. Bundesliga en hierop werd hij ontslagen. Tussen 9 juni 2013 en 30 september 2013 was Kurz hoofdtrainer van FC Ingolstadt 04. Van 2015 tot 2016 was Kurz hoofdtrainer van Fortuna Düsseldorf. Op 16 juni 2017 werd hij aangesteld als hoofdtrainer van Adelaide United. Sinds 28 juni 2019 is Kurz hoofdtrainer van Melbourne Victory

## Erelijst
Als speler
 Borussia Dortmund
- Bundesliga: 1994/95

 Schalke 04
- UEFA Cup: 1996/97

Als trainer
 FC Kaiserslautern
- 2. Bundesliga: 2009/10

 Adelaide United
- FFA Cup: 2018